# 13739 Nancyworden
13739 Nancyworden è un asteroide della fascia principale. Scoperto nel 1998, presenta un'orbita caratterizzata da un semiasse maggiore pari a 3,0114287 au e da un'eccentricità di 0,0699335, inclinata di 10,92492° rispetto all'eclittica.
L'asteroide è dedicato alla bibliotecaria statunitense Nancy Worden.